# Ruch Demokratyczno-Społeczny
Ruch Demokratyczno-Społeczny (RDS) – polska partia polityczna o profilu lewicowym, działająca w latach 1991–1992.

## Historia
Założył ją 20 kwietnia 1991 Zbigniew Bujak, nie zgadzając się na przyłączenie Ruchu Obywatelskiego Akcja Demokratyczna do nowo powstającej Unii Demokratycznej Tadeusza Mazowieckiego. RDS deklarował się jako partia typu socjaldemokratycznego. W wyborach parlamentarnych w 1991 z jego list do Sejmu I kadencji został wybrany wyłącznie lider RDS. W 1992 ruch wraz z Solidarnością Pracy i Wielkopolską Unią Socjaldemokratyczną należał do podmiotów, które utworzyły Unię Pracy.
W RDS działali także m.in. Wojciech Borowik, Ryszard Faszyński i Izabela Jaruga-Nowacka.